# Ryūō (Yamanashi)
Pour les articles homonymes, voir Ryūō (homonymie).
Ryūō (竜王町, Ryūō-chō) est un ancien bourg de la préfecture de Yamanashi, ayant existé jusqu'au 1er septembre 2004, date de sa fusion avec les bourgs de Futaba et de Shikishima pour former la ville de Kai. Il faisait partie du district de Nakakoma.

## Toponymie
Le nom « Ryūō » (竜王) est un toponyme datant du Moyen Âge, et pourrait provenir de la source d'eau de « Ryūō » coulant du temple bouddhiste Jishō-ji (ja) (慈照寺).

## Géographie

### Topographie et hydrographie

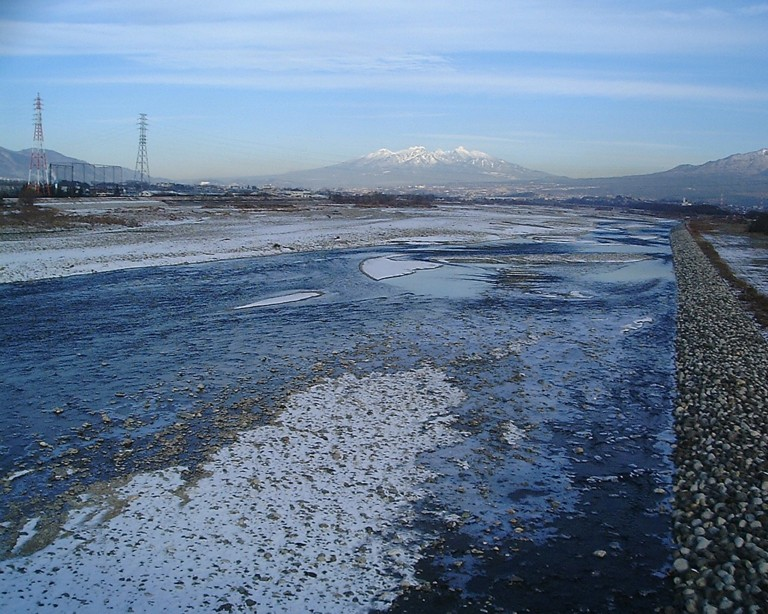
La rivière Kamanashi à Ryūō avec les monts Yatsugatake visibles au loin.

Situé à la position 35° 39′ 39″ N, 138° 30′ 57″ E, Ryūō est situé au centre de la préfecture, au nord-ouest du bassin de Kōfu (ja) (甲府盆地). Le fleuve Kamanashi traverse la municipalité d'ouest vers le sud, qui s'étend sur 3,4 kilomètres d'est en ouest et sur 4,8 kilomètres du nord au sud, pour un total de 12,87 kilomètres carrés. D'autres cours d'eau traversant le bourg sont les rivières Nishibaba (西祖母川) et Kugawa (貢川). 
Le nord du bourg constitue la limite sud du mont Kaya (ja) (茅ヶ岳), une région d'une hauteur moyenne de 300 à 345 mètres, appelée le plateau d'Akasaka (赤坂台). Cette région est vallonnée et est parsemée d'arbres fruitiers, légèrement couverte de forêts, mais à majorité résidentielle et agricole. Le centre et le sud de Ryūō sont de reliefs plats, en pente douce, et font partie de l'ancienne plaine inondable du Kamanashi. Les zones de Shinohara, Nishiyahata et Tomitakeshinden sont surélevés par remblayage provenont du fleuve Kamanashi et de la rivière Midai (ja). Cette dernière région est principalement agricole.

### Villes limitrophes

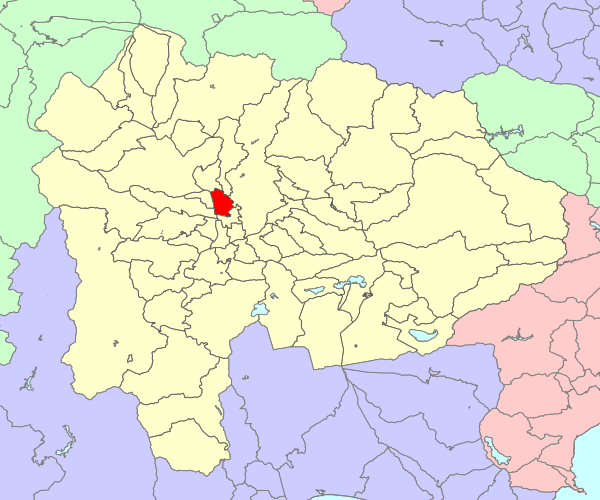
Localisation de Ryūō dans la préfecture de Yamanashi (tracés territoriaux du 1er avril 2003).

Entités territoriales limitrophes à la date de la fusion du 1er septembre 2004. Le 1er juillet 1889, Ryūō est entouré à partir de l'ouest, dans le sens horaire, des villages de Tanooka (ja) (田之岡村) et de Mikage (ja) (御影村), tous deux du même district de Nakakoma, des villages de Shiozaki (ja) (塩崎村) et de Tomi (ja) (登美村), tous deux du district de Kitakoma, des villages de Matsushima (ja) (松島村), Kugawa (ja) (貢川村), Saijō (ja) (西条村) et Tamahata (ja) (玉幡村), tous du même district de Nakakoma. Le 1er avril 1927, Matsushima fusionne avec le village de Fukuoka (ja) (福岡村) pour devenir le village de Shikishima (敷島村). Le 1er août 1937, Kugawa et trois autres villages sont fusionnés à la ville de Kōfu (甲府市), qui devient voisine de Ryūō. Le 1er juillet 1942, Saijō fusionne avec le village de Jōei (ja) (常永村) pour former le village de Shōwa (昭和町). Le 5 mars 1955, Tomi et Shiozaki fusionnent pour former le bourg de Futaba (双葉町). Le 3 mai 1956, Tanooka et Mikage fusionnent pour créer le village de Hatta (八田村), tandis que le 30 septembre, en fusionnant avec Tamahata, Ryūō devient voisin du bourg de Shirane (白根町). Le 1er avril 2003, Hatta, Shirane et quatre autres municipalités fusionnent pour créer la ville de Minami-Alps (南アルプス市).

## Histoire

### Préhistoire et Antiquité

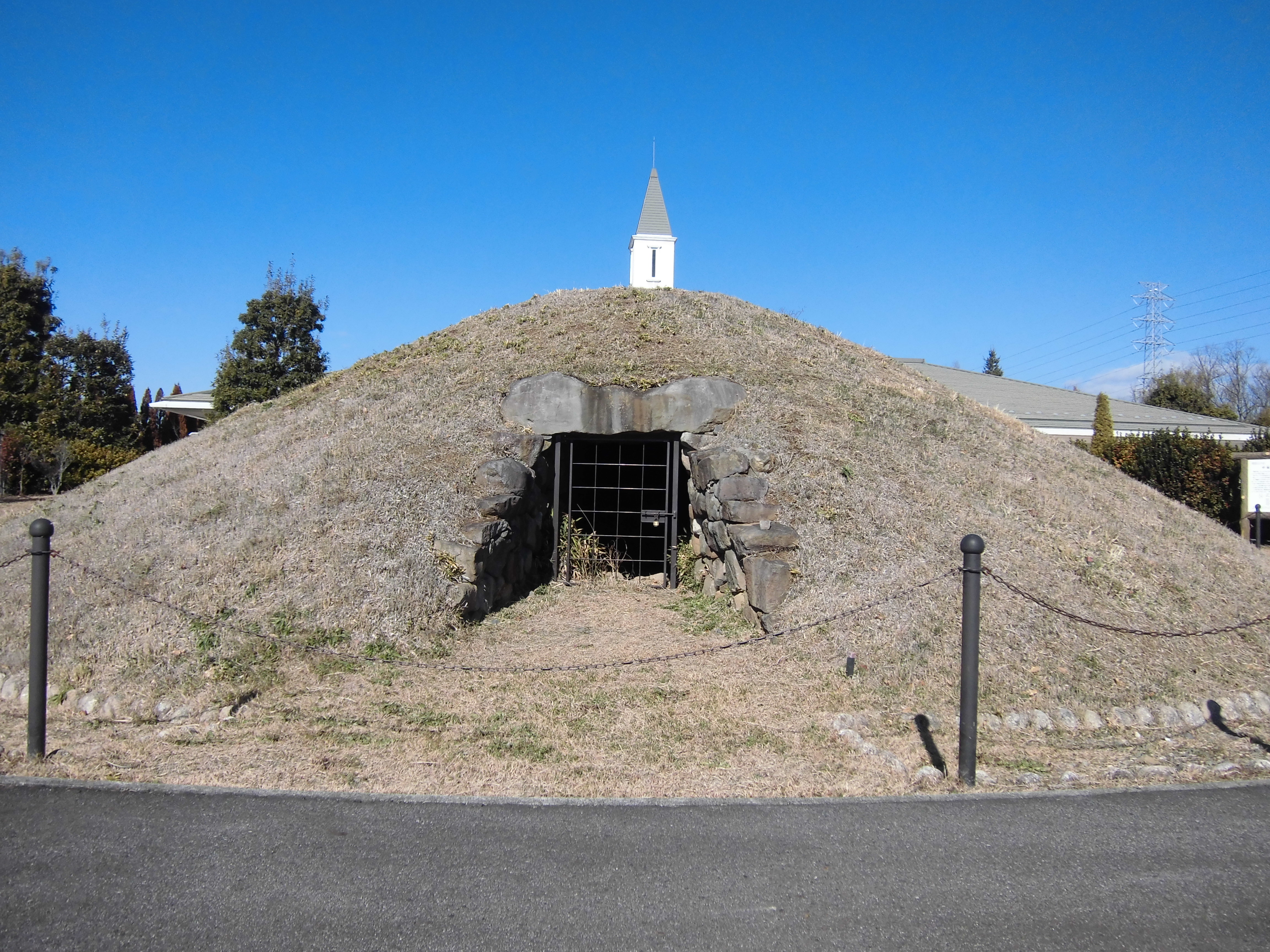
Le Kofun de Nakamakizuka, un des kofun du groupe d'Akasakadai.

Dans la région de Ryūō, plus de 80 sites archéologiques ont été identifiés, dont 35 datant de la Préhistoire. Les sites sont principalement concentrés dans le nord, sur le plateau d'Akasaka, près du sud du bourg de Futaba, tandis que dans les basses terres du sud de Ryūō, faisant anciennement partie de la plaine d'inondation du fleuve Kamanashi, n'ont pas révélé de vestiges antérieurs au Moyen Âge.
Des fragments d'obsidienne ont été découverts sur le site archéologique d'Akasaka Soft Park (赤坂ソフトパーク内遺跡), datant du Paléolithique. Parmi les vestiges de la période Jōmon, on trouve le site d'Okita (沖田遺跡), situé sur la rive droite de la rivière Kugawa (貢川), où des fragments de poterie du début de la période Jomon ont été mis au jour. De plus, au nord, près de Futaba, des vestiges de villages de la période Jōmon ont aussi été découverts, avec des outils en pierre tels que des flèches et des haches en pierre de la période Jōmon moyen, ainsi que d'autres artéfacts de la période Jōmon tardive.
Les vestiges de la période Yayoi se trouvent dans l'ancienne ville de Shikishima, qui abrite le site archéologique de Kane no Oi (ja) (金の尾遺跡), tandis que des fragments de jarres de la période Yayoi tardive ont été trouvés au site d'Okita. Bien qu'aucune trace de village de la période Kofun n'ait été découverte, plus de 25 tumuli ont été érigés sur la pente sud-est du plateau d'Akasaka, et de nombreux noms de lieux incluent le suffixe « -zuka » (signifiant « tumulus »). Ces tumuli, dénommés collectivement le groupe de Kofun d'Akasakadai (ja), datent du début à la fin du VIIe siècle et sont principalement de forme ronde. D'autres tumuli existent dans la préfecture, montrant que plusieurs communautés en avaient érigés.
Des vestiges des périodes de Nara et Heian sont également présents sur le plateau d'Akasaka, où de la poterie de Sue (en) et de Haji (en) datant de la fin du VIIe siècle au début du VIIIe siècle ont été découverts dans le kofun de Ryōmezuka (両目塚古墳) à Ryūō. Des objets du Xe siècle ont également été trouvés dans les kofun de Ryūō 2 et 3, considérés comme des sépultures secondaires. Des fouilles effectuées en 1976 pour la construction de l'autoroute Chūō ont mis au jour ces deux tumuli, et plusieurs artéfacts y ont été datés de la période Kofun tardive, similaires au kofun de Misaki (御崎古墳) dans la ville de Fuefuki. En 1988, 17 sites de tumulus ont été confirmés.

### Moyen Âge

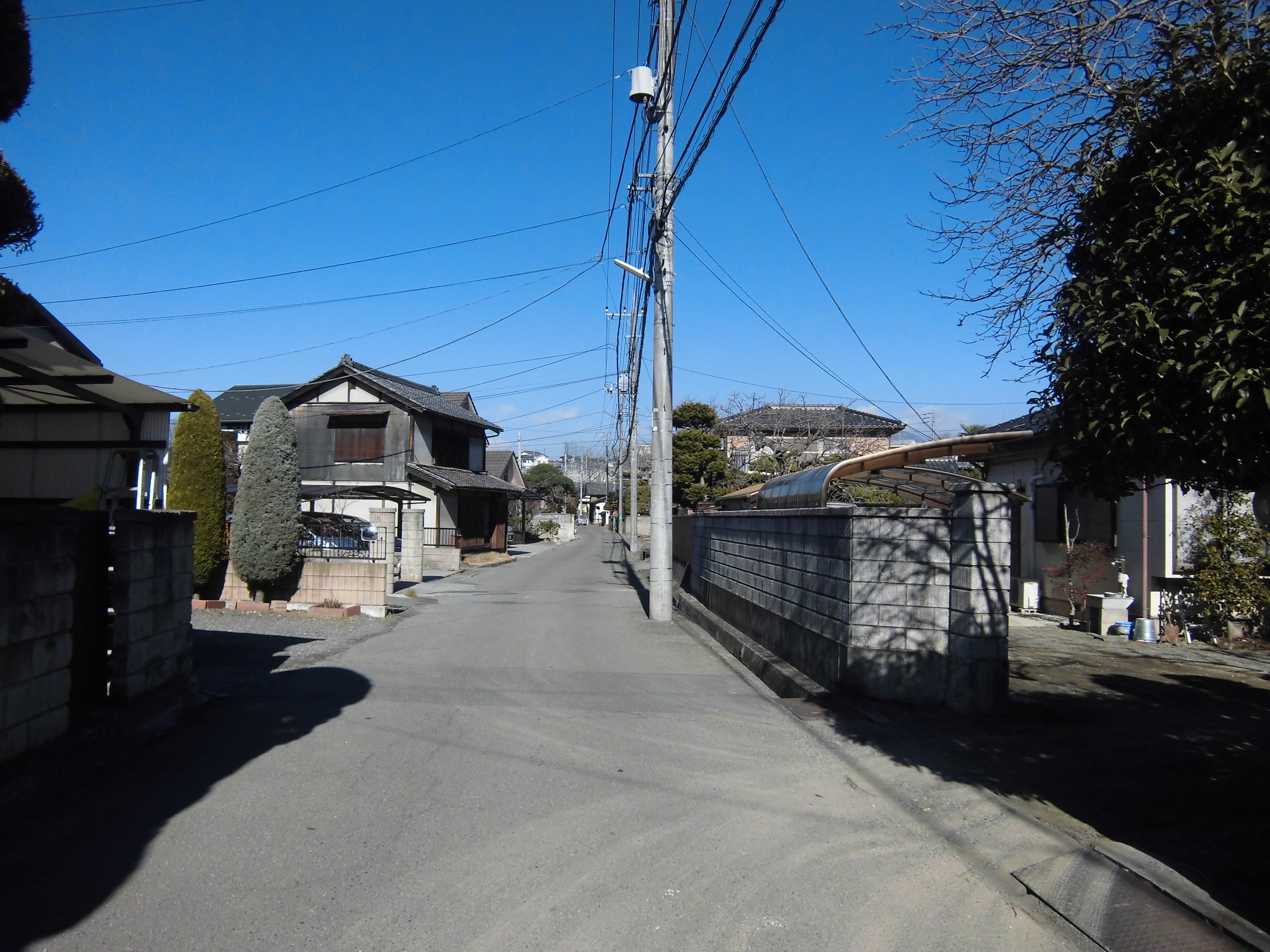
Le relais de Ryūō-Kawara.

Sous le système Ritsuryō, l'actuel Ryūō fait probablement partie du comté de Koma (ja). Durant la période Heian (794-1185), la région est inclus dans la seigneurie de Shinobara (篠原荘) du domaine de Hachijō (ja) (八条院領), une possession de la famille impériale.
Selon le Kai Koku-shi (ja) (甲斐国志), le Hōjō-ji (法城寺), au Tōkō-ji (ja) (東光寺) dans la ville de Kōfu, est fondé par Gyōki dans l'ère Yōrō (717-724) sur la colline de Shinobara dans l'actuel Ryūō. Durant la période Heian (794-1185), le Hōjō-ji est déplacé à Furukamijō (古上条村) dans le canton de Kokubo (ja) (actuel Kōfu), et plus tard, durant la période Sengoku, il est transféré dans le centre de Kōfu par Takeda Shingen. À l'époque de la compilation du Kai Koku-shi à la fin de l'époque d'Edo (1603-1868), le temple existe toujours au Tōkō-ji, mais il est désormais un temple abandonné.
Pendant la période Nanboku-chō, la seigneurie de Shinohara connaît un déclin. Bien qu'il y ait peu de traces de villages médiévaux en raison des inondations du Kamanashi, on trouve des villages datant de la période Sengoku comme Shinobara (ou Yahata (八幡郷)), Nishiyahata (西八幡郷), Nishiyama (西山郷), Koshiishi (輿石郷) et Manzai (万才郷), entre autres.
Durant cette période, des travaux d'aménagement du fleuve Kamanashi sont réalisés sous la direction du clan Takeda, administrateurs de la province de Kai. En parallèle avec l'aménagement de la rivière Midai (ja) (御勅使川), la digue de Shingen (ja) 9信玄堤) est construite. Des personnes exemptées de la taxe du Munebetsu (ja) pour la gestion de la digue s'y sont établies, ce qui donne naissance au poste-relais de Ryūō-Kawara (竜王河原宿), qui sert d'arrêt pour ceux se rendant vers la province de Shinano et l'ouest de la province.

### Époque moderne

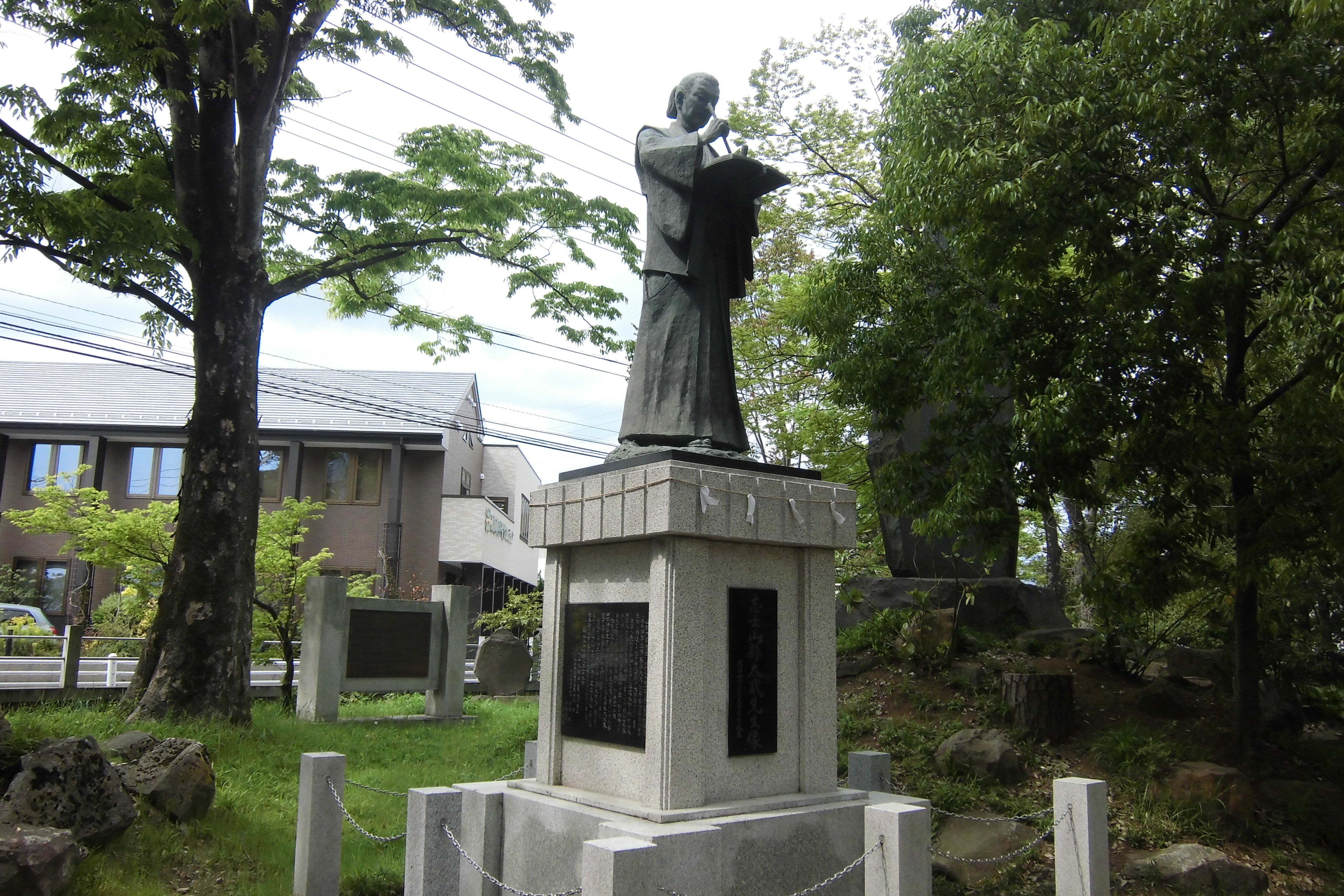
Statue de Yamagata Daini au sanctuaire shinto.

À l'époque moderne, un arpentage de la région en 1596 a conduit à l'établissement des villages modernes, avec la création de sept villages dans la région. Tous ces villages étaient sous le contrôle direct du shogunat, puis passent dans le domaine de Kōfu et redeviennent finalement sous administration du shogunat dans la 9e année de l'ère Kyōhō (1724). Ces sept villages continuent d'exister tout au long de la période moderne, tous étant sous l'autorité de la magistrature de Kōfu (ja). À l'exception du village de Tamagawa (玉川村), tous appartenaient à la division de Kitayama, tandis que Tamakawa faisait partie de la division de Nakasuji, selon le système des neuf divisions, deux administrations (ja), sous la gestion de la magistrature de Kamiiida, mais à la fin de l'époque d'Edo, tous étaient sous le contrôle de la magistrature de Kōfu.
Au cours de cette époque, grâce aux travaux d'aménagement du Kamanashi qui avaient commencé durant la période Sengoku, des augmentations de la production agricole sont observées dans les bassins fluviaux des rivières Fuefuki et Ara (ja) (荒川). Une augmentation de la production agricole est également notée dans les villages de la rive gauche du Kamanashi. Au début de la période moderne, sous la direction du premier magistrat Hiraoka (平岡), des développements ont eu lieu dans le nouveau développement de Tomitakeshinden (富竹新田). Durant l'ère Hōei, le barrage des quatre villages de Ryūō (竜王四ヶ村堰) est construit sous impulsion du magistrat, irriguant les quatre villages de Ryūō, Ryūōshinmachi, Shinobara et Tomitake. La gestion de l'eau est assurée conjointement par les quatre villages. Grâce à l'irrigation, de nouvelles terres apparaissent, permettant aux habitants de Tomitake de migrer et de fonder le nouveau village de Tomitakeshinden.
L'économie locale tourne alors autour de la riziculture et de la culture du blé, ainsi que la culture de rente, dont celle du tabac. Le tabac de Ryūō, de la variété de Kōshū (甲州煙草) est alors exporté à Edo.
De plus, à l'époque moderne, plusieurs routes traversent la région, y compris la route de Kōshū, qui va de Shimogawara (下河原) à Kōfu à Ōshimojō (大下条村) à Shikishima et à Ryūji (竜地村) à Futaba, en passant par Ryūōshinmachi, ainsi que la route de Toda (戸田街道) qui mène de Tokugyō (徳行) à Kōfu à Manzai et Nishiyahata. Il y a aussi le chemin de Gokō (御幸道), qui passe par Tomitakeshinden pour atteindre le sanctuaire Sanja-jinja (三社神社), et le chemin d'Ichikawa (市川道), qui relie Shimokamijō à Shikishima à Ichikawadaimon via plusieurs villages comme Tomitakashinden, Shinobara et Tamagawa. Lorsque la région s'est développée, les auberges déménagent à Ryūōshinmachi.
Le 10 octobre 1868, la magistrature d'Ichikawa est supprimée et Ryūō rejoint la nouvelle préfecture d'Ichikawa (ja) (市川県), fusionné avec la préfecture de Fuchū (ja) (府中県) pour devenir la préfecture de Kai (甲斐府) le 11 décembre. Le 27 août 1869, la préfecture de Kai devient celle de Kōfu (甲府県), puis celle de Yamanashi (山梨県) le 10 janvier 1871 après l'abolition du système han. Durant la cinquième année de l'ère Meiji (1872), la loi Daiku-Shōku (ja) est introduite, et chaque village est intégré au 4e arrondissement du comté de Koma. Le chef d'arrondissement est nommé depuis le village de Ryūō. Lors de la réorganisation de l'année suivante, en 1873, les villages passent dans le 4e arrondissement de la préfecture de Yamanashi. En octobre 1875, Ryūō absorbe les villages voisins de Shinobara (ja) (篠原村), maintenant lu « Shinohara », Manzai (ja) (万歳村), Ryūōshinmachi (ja) (竜王新町) et Tomitakeshinden (ja) (富竹新田). La nouvelle municipalité fait alors une superficie de 8,16 kilomètres carrés. Le 19 décembre 1878, à l'adoption de la nouvelle loi municipale (ja), Ryūō passe du comté de Koma au nouveau district de Nakakoma, créé à partir de l'ancien comté dissous. Le siège du district est établi à Ryūō. Le 1er avril 1889, à l'adoption de la loi municipale moderne (ja), le village de Ryūō est recréé.
Le 1er février 1903, la ligne Chūō est ouverte dans la préfecture de Yamanashi, et la gare de Ryūō (en) avec le 15 décembre. Avec le soutien de la famille Wakao (若尾家) du Kōshū Zaibatsu (ja) (甲州財閥), le pont Kaikoku (ja) (開国橋) est construit, et le réseau routier s'améliore, favorisant le développement de la région. Pendant la période Meiji, avec le développement du commerce extérieur, la sériciculture se développe dans la préfecture de Yamanashi, et se répand jusqu'à Ryūō. Cependant, la culture du coton, qui était active à Ryūō et dans l'ouest de la préfecture, connaît un déclin, et l'échec de la filature d'Ichikawa à Ichikawadaimon, qui avait été établie pour protéger et développer la culture du coton, aggrave la crise rurale, augmentant le nombre de paysans endettés et favorisant le développement du système de propriétaire foncier, menant à un renouveau rébellions paysanes pendant les ères Taishō et Shōwa.
Durant la période Meiji, la déforestation par l'État entraîne une augmentation des dégâts causés par les inondations. Dans la région, le typhon de 1896 cause la rupture des digues de la rivière Kamanashi. Il y a également des dégâts lors de la grande inondation de 1907 (ja) qui a touché toute la préfecture.
Pendant la crise financière du Shōwa (ja) (昭和恐慌), des révoltes agricoles ont lieu dans diverses régions de la préfecture, notamment en 1931, où un conflit oppose entre les propriétaires terriens de Ryūō et les paysans réunis en syndicat.
L'agriculture et la sériciculture sont restées au centre des activités économiques, mais pendant la Guerre, la population a temporairement augmenté en raison des évacués de guerre. Lors du bombardement de Kōfu (ja) les 6 et 7 juillet 1945, bien qu'il n'y ait pas eu de morts, 32 maisons de Ryūō, à Nakaarai (中新居), Nakayahata (中八幡), et Shimoyahata (下八幡), sont endommagées. Le nombre de morts durant la Seconde Guerre mondiale était de 197. Le 30 septembre 1956, Ryūō fusionne avec le village voisin de Tamahata (ja) (玉幡村) et est promu au rang de bourg,. En 1958, un échange de territoire a lieu entre Shikishima, qui reçoit des parties de l'ōaza (ja) (section de village) de Ryūōshinden, tandis que Ryūō reçoit une parties des ōaza d'Ōshimojō (大下条) et de Nagatsuka (長塚).
Après le miracle économique japonais, la ville de Kōfu s'est étendue et l'urbanisation s'est étendue jusqu'à Ryūō. En 1971, la rocade de Kōfu sur la route nationale 20 (ja) est ouverte. Cette même année, les secteurs tertiaires et secondaires se sont développés, transformant la région le long de la route de zones agricoles en zones commerciales. La proximité du parc industriel nouvellement établi dans le bourg de Shōwa a également un impact, entraînant une urbanisation dans les zones de rizières du sud et du centre.
Le 1er septembre 2004, Ryūō fusionne avec le bourg de Futaba (双葉町) du district de Kitakoma, et celui de Shikishima (敷島町) pour former la ville de Kai (甲斐市) et cesse dès lors d'exister. La nouvelle ville porte le nom de l'ancienne province de Kai,,.

## Jumelages
- Keokuk, Iowa, États-Unis, signé le 19 octobre 1998, renouvelé en 2004 entre Kai et Keokuk[11].

## Éducation
Avec la promulgation de la loi scolaire (ja) en 1872, des écoles sont fondées dans toute la préfecture de Yamanashi grâce à l'initiative du gouverneur Fujimura Shirō (ja) (藤村 紫朗) et aux dons locaux. Dans la même année, en octobre, l'école de Manzai ouvre sur le terrain du temple Zen'nō-ji (善応寺) à Manzai. L'année suivante, en raison de l'expansion de la zone scolaire, l'école de Ryūō est ouverte sur le terrain du temple Jishō-ji à Ryūō, desservant ainsi Ryūō, Ryūōshinmachi et Tomitakeshinden. De plus, en janvier 1874, l'école de Yahata a été ouverte au temple Jindō-in (成道院) à Nishiyahata. En 1887, une association scolaire est organisée à Ryūō et Tamahata, avec Shinkai Eitarō (新海 栄太郎), plus tard fondateur du lycée Yamanashi Eiwa (ja) (山梨英和女学校), comme membre du conseil. Jusqu'aux années 1940, Ryūō disposait seulement de deux écoles primaires ainsi que d'un collège. Dans les années, avec une population croissante, Ryūō se dote de six écoles primaires et de trois collèges. Après avoir connu un pic entre 1985 et 1990, la population scolaire de Ryūō est depuis en décroissance. 
Les premières écoles primaires sont celles de Ryūō et de Tamahata, ouvertes au début de l'ère Meiji. Les collèges de Ryūō et de Tamahata sont ouverts en 1947, mais fusionnent en 1959 pour créer celui de Ryūō, avant qu'une scission entraîne la création des nouveaux collèges de Ryūō, Tamahata et Ryūō-Nord. Un lycée agricole public y est situé depuis 1904, en plus d'une académie de police. La bibliothèque municipale ouvre en 1996.
À la fusion, les écoles primaires sont celles de Ryūō (竜王小学校), Ryūō-Sud (竜王南小学校), Ryūō-Ouest (竜王西小学校), Ryūō-Est (竜王東小学校), Ryūō-Nord (竜王北小学校) et Tamahata (玉幡小学校), tandis que les collèges sont ceux de Ryūō (竜王中学校), Ryūō-Nord (竜王北中学校) et Tamahata (玉幡中学校).

## Transports
La gare de Ryūō (en) sur la ligne Chūō dessert la municipalité et la route nationale 20 (ja) y passe.

## Culture et patrimoine
Au temple Jishō-ji (ja) (慈照寺) se trouve la source de Ryūō, d'après laquelle le bourg serait nommé, et connue pour sa légende du « roi-dragon ». La source a été nommée monument naturel par le bourg en 1990. Dans le même temple se trouvent un ensemble de trois statues bouddhiques réalisé entre la fin de la période Heian et la période de Kamakura. Au temple Anraku-ji (安楽寺) se trouve une statue d'Amida Nyōrai qui daterait de la période Heian, qui est devenue l'icône principale du temple après que l'icône originale ait disparu, ainsi qu'un ensemble de six lanternes de pierres datant de la période de Muromachi. Au Kongō-ji (金剛寺) à Shinohara, se trouve un jizō de bois réalisé par le sculpteur Kaikei.
Le bâtiment principal du sanctuaire shinto Sanja-jinja (三社神社) à Ryūō est de type nagare-zukuri et date de l'époque d'Edo. Le Shinmei-jinja (神明神社) date de l'époque d'Edo aussi, et a un toît en écorce de cyprès.

## Symboles
La charte municipale est adoptée le 30 septembre 1983, tandis que le symbole municipal l'a été le 5 septembre 1966. La spirale est en fait le hiragana « り » (ri) stylisé (le nom de Ryūō se décompose en les hiragana suivants : « りゅうおう »), qui symbolise la paix et le développement pérenne de la municipalité. La fleur locale est la campanule à grandes fleurs depuis le 30 septembre 1983, tandis que l'arbre local est le chêne depuis le 25 mars 1969.

## Personnes notables
- Mitsumasa Iwashita (ja) (岩下 密政, Iwashita Mitsumasa?, 1914-1972), jockey, y est né, dans l'ancien village de Tamahata.
- Hiroki Nakazawa (en) (仲澤 広基, Nakazawa Hiroki?, 1987-), joueur de baseball, y est né.
- Kō Noda (ja) (野田孝, Noda Kō?, 1901-1984), homme d'affaires, y est né[15].
- Shunroku Shibatsuji (ja) (柴辻 俊六, Shibatsuji Shunroku?, 1941-2022), historien, y est né.
- Yamagata Daini (ja) (山県 大弐, Yamagata Daini?, 1725-1767), confucianiste de l'époque d'Edo, y est né, dans l'ancien village de Shinobara.